# Ернест Поку
Ернест Поку (нід. Ernest Poku, нар. 28 січня 2004) — нідерландський футболіст ганського походження, нападник клубу АЗ.

## Ігрова кар'єра
Народився 28 січня 2004 року. Ернест починав займатися футболом у клубі «Робінгуд», який розташований в Амстердамі. Потім грав у клубі «Амстердам», поки 2019 року не перейшов до академії АЗ. У лютому 2020 року підписав контракт з клубом терміном до літа 2023 року. Навесні 2021 року потрапив до складу другої команди АЗ — «Йонг АЗ». 30 квітня 2021 року дебютував за неї в Еерстедивізі поєдинком проти «Роди», вийшовши на поле на заміну на 67-й хвилині. Загалом у дебютному сезоні встиг провести 3 зустрічі.
Сезон 2021/22 розпочав у складі основної команди АЗ. 14 серпня 2021 року в поєдинку першого туру проти «Валвейка» (0:1) Поку дебютував в Ередивізі, вийшовши на поле на заміну на 80-й хвилині замість Альберта Гудмундссона. Станом на 23 вересня 2021 року відіграв за команду з Алкмара 4 матчі в національному чемпіонаті.

## Статистика виступів

### Статистика клубних виступів
| Сезон             | Команда           | Чемпіонат         | Чемпіонат | Чемпіонат | Національний кубок | Національний кубок | Національний кубок | Континентальні кубки | Континентальні кубки | Континентальні кубки | Інші змагання | Інші змагання | Інші змагання | Усього | Усього | Усього |
| Сезон             | Команда           | Ліга              | Ігор      | Голів     | Ліга               | Ігор               | Голів              | Ліга                 | Ігор                 | Голів                | Ліга          | Ігор          | Голів         | Ігор   | Голів  |        |
| ----------------- | ----------------- | ----------------- | --------- | --------- | ------------------ | ------------------ | ------------------ | -------------------- | -------------------- | -------------------- | ------------- | ------------- | ------------- | ------ | ------ | ------ |
| 2020–21           | «Йонг АЗ»         | ЕД (ІІ)           | 3         | 0         |                    | -                  | -                  |                      | -                    | -                    |               | -             | -             | 3      | 0      |        |
| 2021–22           | «Йонг АЗ»         | ЕД (ІІ)           | 3         | 0         |                    | -                  | -                  |                      | -                    | -                    |               | -             | -             | 3      | 0      |        |
| 2021–22           | АЗ                | Е                 | 4         | 0         | КН                 | 0                  | 0                  | ЛЄ+ЛК                | 2+0                  | 0                    |               | -             | -             | 6      | 0      |        |
| Усього за кар'єру | Усього за кар'єру | Усього за кар'єру | 10        | 0         |                    | 0                  | 0                  |                      | 2                    | 0                    |               | -             | -             | 12     | 0      |        |

## Титули і досягнення
- Переможець Юнацької ліги УЄФА (1): 2022-23